# San Giovanni Gemini
San Giovanni Gemini – miejscowość i gmina we Włoszech, w regionie Sycylia, w prowincji Agrigento.
Według danych na styczeń 2010 gminę zamieszkiwało 8116 osób przy gęstości zaludnienia 308,6 os./1 km².